# Quel caldo maledetto giorno di fuoco
Quel caldo maledetto giorno di fuoco (Brasil: A Metralhadora de Django ) é um filme italiano de 1968, um filme muito influente do gênero, com grande atuação de Robert Woods, e do lendário John Ireland.

## Sinopse
Em dois anos desde a eclosão da Guerra Civil, Richard Gatlin, fundador da metralhadora homônimo, oferece a sua invenção ao Governo Federal. Presidente Lincoln enviado para Las Cruzes, Novo México, todos em segredo, uma comissão para se reunir com ele e levá-lo a Washington. Durante a noite, dois homens armados mataram três membros da comissão e nortistas sequestrar Gatlin. As suspeitas imediatamente caem sobre Chris Tanner, que é imediatamente condenado à morte, apesar de um apelo em seu nome feita por Pinkerton, o chefe dos serviços secretos, que considera que ele seja inocente. Para salvar Chris Tanner, ele swithces ele com outro homem que está preso em seu lugar. Tanner folhas de Las Cruces, onde ele tenta descobrir o que realmente tinha acontecido e conjuntos de encontrar Gatlin e sua metralhadora.

## Elenco
- Robert Woods… Cpt. Chris Tanner
- John Ireland… Tarpas
- Ida Galli… Belinda Boyd
- Claude Lange… Martha Simpson
- George Rigaudi… Ricyert
- Roberto Camardiel… Dr. Alan Curtis